# 细纹钟螺
细纹钟螺（学名：Trochus hanleyanus），是原始腹足目钟螺科钟螺属的一种。主要分布于台湾，常栖息在潮间带的礁岩到浅海。